# John F. Donovan halála és élete
A John F. Donovan halála és élete 2018-as kanadai  filmdráma, Xavier Dolan rendező első angol nyelvű  filmje. Főszereplői Kit Harington, Jacob Tremblay, Natalie Portman, Susan Sarandon, Kathy Bates, Thandiwe Newton, Ben Schnetzer és Jared Keeso. 
A film olyan témákkal foglalkozik, mint a hírességek, tabloid média Hollywoodban, anya-fia kapcsolat és homoszexualitás.
A film premierje a 2018-as Torontói Nemzetközi Filmfesztiválon volt, így ez Dolan első filmje, ami ezen a fesztiválon debütált. A film súlyos negatív kritikákat kapott, a kritikusok szerint "unalmas" és "többnek akar tűnni, mint ami".

## Történet
Egy évtizeddel az amerikai TV-sztár halála után egy fiatal színész visszaemlékezik a közös levelezésükre és arra, hogy ezek a levelek milyen hatással voltak kettejük életére.

## Szereplők
- Kit Harington mint John F. Donovan
- Natalie Portman mint Sam Turner
- Ben Schnetzer mint Rupert Turner
- Jacob Tremblay mint a fiatal Rupert Turner
- Susan Sarandon mint Grace Donovan
- Jared Keeso mint James Donovan
- Kathy Bates mint Barbara Haggermaker
- Thandiwe Newton mint Audrey Newhouse
- Chris Zylka mint Will Jefford Jr.
- Amara Karan mint Mrs. Kureishi
- Emily Hampshire mint Amy Bosworth
- Michael Gambon mint a férfi a vendéglőben
- Dakota Taylor mint Connor Jefford
- Sarah Gadon mint Liz Jones
- Ari Millen mint Big Billy
- Leni Parker mint Bonnie

## Produkció
2014 decemberében bejelentették, hogy Kit Harington és Jessica Chastain lesznek a film szereplői, amelyet Xavier Dolan rendez a Jacob Tierney-vel közösen írt forgatókönyvéből. Harington a címben szereplő karaktert, Jessica Chastain pedig egy újságírót alakít. Ugyanebben a hónapban jelentették be, hogy Susan Sarandon és Kathy Bates csatlakozott a szereplőgárdához. Sarandon Donovan anyját, Bates pedig a menedzserét alakítja.
2015 novemberében bejelentették, hogy tárgyalások folynak arról, hogy Adele cameoszerepben fog feltűnni a filmben. Ugyanebben a hónapban Michael Gambon, Bella Thorne, Chris Zylka, Emily Hampshire, és Jared Keeso csatlakoztak a film szereplőgárdájához. 2016 februárjában, Natalie Portman, Nicholas Hoult és Thandiwe Newton csatlakoztak a szereplőkhöz. 2016 júliusában jelentették be, hogy Ben Schnetzer csatlakozott a szereplőgárdához, leváltva Houltot. 2017 februárjában bejelentették, hogy Jacob Tremblay-t is beválogatták a filmbe. 2017 júniusában Amara Karan csatlakozott a szereplőkhöz.
A filmzenét Gabriel Yared szerezte, score, amit 2017 júliusában vettek fel.

### Forgatás
A forgatás 2016 július 9-én kezdődött Montrealban. Az első egység felvétele 2016 szeptember 3-án fejeződött be.  2017 februárjában a forgatás Montrealban folytatódott, majd 2017 tavaszán Londonban és Prágában fejeződött be.

### Utómunka
2018 februárjában Dolan az Instagram profilján erősítette meg, hogy az utómunkálatok során Jessica Chastain karakterét időzítési és ütemezési okok miatt kivágták a filmből. Később kiderült, hogy Bella Thorne karakterét is kivágták a filmből.

## Bemutató
A film meghívást kapott a 2018-as cannes-i fesztiválra, de (a látványtervező Thierry Fremaux elmondása alapján), Dolan még nem volt elégedett a filmmel. Úgy döntött, inkább folytatja a vágást azzal a céllal, hogy a film majd egy őszi fesztiválon debütálhat.
2019 augusztus elsején jelentették be, hogy a film premierje a 2018-as Torontói Nemzetközi Filmfesztiválon lesz, így ez lett Dolan első filmje, ami a fesztiválon debütált. 2019 január 25-én Xavier Dolan megosztotta a film előzetesét Instagram profilján, bejelentve a 2019. március 13-i Franciaországi bemutatót. A poszt szerint arról maga Dolan sem tudott , hogy más országokban mikor jelenik meg a film.
Kanadában a filmet a Los Film Séville mutatta be 2019 augusztus 23-án. Az Egyesült Államokban a premier 2019. december 13-án várható a Momentum Pictures forgalmazásában.

## Fogadtatás
A film negatív kritikákat kapott a Torontói Nemzetközi Filmfesztiválon való premierje után. Jelenleg 19%-on áll a Rotten Tomatoes oldalon 21 vélemény alapján, átlaga 3.3 pont a 10-ből. A Metacriticen a film összesített pontszáma 28 a 100-ból 8 kritika alapján, "általánosan kedvezőtlen véleményeket" jelezve.
Az IndieWire szerint a film Dolan karrierjének "legrosszabbja"; a forgatókönyvet pedig "esetlennek" és "szappanoperásnak" nevezték. A The Guardian az ötből egy csillagra értékelte és "kétes zűrzavarnak" ítélte a filmet. A NOW Magazine szerint a film "legjobb esetben is középszerű". A RogertEbert.com kritizálta Dolan zeneválasztását és azt írta, hogy a filmnek "jelentős hibái" vannak, de dicsérte Tremblay alakítását. A The Hollywood Reporter szerint a szereplőgárda "lenyűgöző", de a filmet "félkész, nehézkes, elnyújtott pszichodrámának" nevezte."
Egy pozitívabb hangvételű kritikában a Screen International azt írta, hogy a film "talán Dolan számára sok ismerős területet látogat újra, de ebben a formában jó őt otthon köszönteni."